# 蘭開斯特的布蘭奇
蘭開斯特的布蘭奇（Blanche of Lancaster，1342年3月25日－1368年9月12日）是英格蘭中世紀金雀花王朝的成員，第一代蘭開斯特公爵格羅斯蒙特的亨利的第二個女兒。布蘭奇，和她的姊姊萊斯特女伯爵莫德，出生於英格蘭林肯郡博靈布羅克城堡。1359年布蘭奇，與國王愛德華三世的第三個兒子岡特的約翰結婚。格羅斯蒙特的亨利死於1361年，沒有子嗣繼承公爵爵位，岡特的約翰作為他的女婿繼承了爵位以及總管大臣職位。布蘭奇為岡特的約翰生下三個孩子，菲莉琶，伊麗莎白，還有亨利四世。1368年布蘭奇於塔特伯里城堡（Tutbury Castle）去世，死時僅有26歲。